# Сулаккан
Сулакка́н — река в России, протекающая по Момскому району Якутии, левая составляющая реки Ожогина. Длина реки — 166 км, площадь водосборного бассейна — 1620 км². 
Исток находится в центральной части Момского хребта, на высоте более 1146 м над уровнем моря. В верховьях течёт на восток, через несколько километров поворачивает на север и течёт в узкой горной долине. Вытекая на низменный Ожогинский дол, река поворачивает на северо-восток, где она протекает в лесотундровой зоне. Русло начинает меандрировать, встречаются наледи. В районе устья реки много озёр. Сливаясь с Дёлькю, образует реку Ожогина на отметке ниже 109 м над уровнем моря в 523 км от её впадения в Колыму. Ширина в нижнем течении — 65 м при глубине 1 м; скорость течения в низовьях составляет 0,9-1,1 м/с. Населённых пунктов на реке нет. Наиболее крупный приток — река Сулакчан длиной 68 км (правый).

## Данные водного реестра
По данным государственного водного реестра России и геоинформационной системы водохозяйственного районирования территории РФ, подготовленной Федеральным агентством водных ресурсов:
- Бассейновый округ — Анадыро-Колымский
- Речной бассейн — Колыма
- Речной подбассейн — Колыма до впадения Омолона
- Водохозяйственный участок — Колыма от водомерного поста ГМС Коркодон до водомерного поста города Среднеколымск
- Код водного объекта — 19010100412119000038085